# Hande Kader
Hande Kader era una dona transsexual turca políticament activa. Kader era coneguda com a cara visible de la comunitat LGBT després d'haver estat fotografiada al capdavant de la resistència contra la policia que el 2015 reimprimia l'acte de l'Orgull Gai a Istanbul. L'agost de 2016 la seva companya de pis Davut Dengiler va informar que havia desaparegut quan no va tornar a casa la setmana següent. El seu cos es va trobat violat, mutilat i cremat per la vora de la carretera de la zona alta de Zekeriyaköy el 12 d'agost de 2016. Tot i ser brutalment mutilada, Dengiler va poder identificar el cos de Kader gràcies als protèsics al dipòsit de la ciutat.
Kader treballava com a treballadora sexual, i va ser vista per última vegada entrant al cotxe d'un client. Tenia 23 anys quan va morir. La causa oficial de la mort encara no s'ha fet pública, però s'ha especulat àmpliament que Kader va ser immolada amb vida. Els informes també indiquen que després de la mort del seu cadàver va ser incendiat, possiblement per evitar la identificació de l'autor o autors.
Després de la seva mort, nasqué un clamor públic i es van produir protestes contra el maltractament de les persones trans en la societat turca.